# 艾米莉·霍威尔·华纳
艾米莉·霍威尔·华纳（英語：Emily Howell Warner，1939年10月30日—2020年7月3日）出生于科罗拉多州丹佛。是一位美国民航飞行员，是美国航空公司第一位女性機長。
1973年，华纳成为1934年海伦·里奇被聘为副驾驶后的第一位被美国航空公司计划录用的女飞行员。1976年华纳成为美国航空公司第一位女机长。她的职业生涯中获得很多荣誉，其中包括入选国家航空名人堂和国家女性名人堂。她的飞行员的制服在史密森尼国家航空航天博物馆中展出。华纳还在科罗拉多州丹佛的一个飞行学校担任主管。她也是一名飞行教练并是美国联邦航空管理局指定的持有多个评级的考官。她的职业生涯拥有超过21,000小时飞行经验和进行了超过3000次的设施检查和评估。

## 作品
- McGuire, Jerry; Warner, Emily Howell, (joint author.), , TAB Books, 1979, ISBN 978-0-8306-9827-1

## 延伸阅读
- Cooper, Ann Lewis. . 2003. ISBN 9781410754462.
- Benedict, Howard. . Observer–Reporter (Washington, Pennsylvania). 1979-02-07: C–9  [2016-07-14]. （原始内容存档于2016-04-28）.